# Mattias Bjärsmyr
Nils Erik Mattias Bjärsmyr (Hestra, 3 de Janeiro de 1986) é um futebolista profissional sueco, e atualmente defende o IFK Göteborg.

## Carreira

### Clubes
Bjärsmyr jogou sua primeira partida pelo IFK Göteborg em 30 de maio de 2005, num jogo contra o IF Elfsborg. Ele foi um dos titulares da equipe desde então e foi nomeado como melhor revelação pela Fotbollsgalan. Depois de ter jogado pelos clubes locais Grimsäs IF e Husqvarna FF, ele foi contratado pelo IFK Göteborg em 2005. Em 15 de julho de 2009, Bjärsmyr assinou um contrato de 4 anos com o Panathinaikos.

### Carreira internacional
Bjärsmyr jogou três partidas pela seleção principal. Ele fez sua estreia pela seleção da Suécia em 13 de janeiro de 2008 contra a Costa Rica. Ele foi capitão da Seleção sueca sub-21, e também foi capitão desta que competiu no Campeonato Europeu de Futebol Sub-21 de 2009.

## Títulos

### Clube
Husqvarna FF
- Division 2 Östra Götaland: 2002, 2004

IFK Göteborg
- Allsvenskan: 2007
- Copa da Suécia: 2008, 2012-13
- Supercopa da Suécia: 2008

Panathinaikos
- Super Liga Grega: 2009-10
- Copa da Grécia: 2009-10

Rosenborg BK
- Tippeligaen: 2010

## Ligações Externas
- Perfil em Soccerway